# Sven E. Snogerup
Sven E. Snogerup (1929 - ) es un botánico sueco, que desarrolla su actividad científica en el Museo Botánico de Lund.

## Algunas publicaciones
- Snogerup, s, b Snogerup, a Strid. 2008. Acanthus greuterianus (Acanthaceae), a new species from NW Greece'. Willdenowia 36 : 323-328 (enlace roto disponible en Internet Archive; véase el historial, la primera versión y la última).
- ----, ----. 1994. Rumex bryhnii (Polygonaceae), an overlooked Nordic seashore species. Pl.Syst.Evol. 193: 143-151
- 1982. A New Species of Epilobium (Onagraceae) from Northern Greece Willdenowia 12 ( 2) : 227-229
- 1984. A new annual Bupleurum from Kriti. Willdenowia 14 (2 ) : 309-311

- La abreviatura «Snogerup» se emplea para indicar a Sven E. Snogerup como autoridad en la descripción y clasificación científica de los vegetales.[1]

- «Sven E. Snogerup». Índice Internacional de Nombres de las Plantas (IPNI). Real Jardín Botánico de Kew, Herbario de la Universidad de Harvard y Herbario nacional Australiano (eds.).

- Datos: Q5815347
- Especies: Sven E. Snogerup

1. ↑  Todos los géneros y especies descritos por este autor en IPNI.